# Carlos Ortega (Dichter)
Carlos Ortega Bayón (* 1957 in Valladolid, Spanien) ist ein spanischer Dichter, Literaturkritiker, Essayist und Übersetzer.

## Leben
Carlos Ortega ist Hochschulabsolvent in Germanistik und französischer Philologie.
Er war unter anderem ab 1994 Direktor der Nationalbibliothek in Madrid und von 2001 bis 2005 Direktor des Verlags Editorial Losada in Madrid. Er war Direktor des Instituto Cervantes in Bremen und wurde danach Direktor des Instituto Cervantes Wien.

## Werke (Auswahl)
- Cruciare semetipsum. 1986, ISBN 978-84-505-3965-3.
- La lengua blanda. 1995, ISBN 978-84-7522-329-2.